# Rourea paraensis
Rourea paraensis é uma espécie  de planta com flor pertencente à família Connaraceae.
A autoridade científica da espécie é Forero, tendo sido publicada em Memoirs of The New York Botanical Garden 26(1): 62–64, f. 21. 1976.

## Brasil
Esta espécie  é nativa e endémica do Brasil, podendo ser encontrada na Região Norte. Em termos fitogeográficos pode ser encontrada no domínio da Amazônia.
Não ocorrem táxons infra-específicos no Brasil.